# Beginaglaciären
Beginaglaciären (georgiska: მყინვარი ბეგინა, Mqinvari Begina) är en glaciär i Georgien. Den ligger i den autonoma republiken Abchazien. Beginaglaciären ligger 3062 meter över havet.